# Brisbane Times
Brisbane Times är en Internet-baserad nättidning främst avsedd för områdena Brisbane och Queensland i Australien. Tidningen startades den 7 mars 2007 och ägs av Fairfax Digital, onlineversionen av Fairfax Media som även publicerar andra australiensiska tidningar såsom Melbournes The Age och The Sydney Morning Herald. Chefredaktör är Mitchell Murphy.